# Økonomisk geografi
Økonomisk geografi eller erhvervsgeografi er den del af kulturgeografien, der søger at belyse den menneskelige erhvervsmæssige eller økonomiske udnyttelse af jordoverfladen og årsagerne hertil.
Erhvervsgeografien kan opdeles i:
1. produktionsgeografi,
2. samfærdselsgeografi,
3. handelsgeografi,

der yderligere kan opdeles. Således vil produktionsgeografien kunne opdeles i landbrugsgeografiske studier, skovbrugsgeografiske studier, bjergværksgeografiske studier (råvareudvinding) med flere. For hver af disse områder inddrages efter behov andre forhold, således må studier af landbrugsgeografiske forhold inddrage jordbundsforhold, klimatiske forhold, terrænforhold, befolkningsforhold og lignende. I afsætningsmæssig henseende må inddrages samfærdselsgeografi (vejnet, jernbaner, havne, eventuelt vandstrømme) og handelsgeografiske forhold (blandt andet afsætningssteder).

## Produktionsgeografi
Produktionsgeografiske studier vedrører den geografiske fordeling af råstofudvinding (bjergværksdrift) og -forædling. Råstoffer udviser som regel særligt store og/eller gunstige forekomster i visse områder, hvorfor råstofudvindingen samles her. Anderledes med råstofforædlingen. Denne kan enten ske umiddelbart i tilknytning til udvindingen eller ganske andre steder, beroende på ulige forhold så som teknik, transportøkonomi, videreforædlingen til nye produkter og lignende. Med til produktionsgeografien må dog også henregne planteavl, skovbrug, husdyrhold, fiskeri og lignende udnyttelse af planter og dyreliv (vilde såvel som tæmmede eller avlede).
Teglværksler er udbredt i Danmark og ligger ofte tilgængeligt for udnyttelse. De mest fordelsagtige forekomster er det stenfrie ler, og sådanne forekomster findes især blandt andet ved Nivå og Humlebæk i Nordøstsjælland, Stenstrup ved Svendborg og Egernsund ved Flensborg Fjord.
Moler er en helt særegen lerform, der næsten kun kendes i Thy og på Mors og som derfor udvindes her.
Kaolin, der udnyttes i porcelænsfremstillingen, opstår, når granit forvitrer. I Danmark findes de bedste kaolinforekomster ved Rønne på Bornholm, og her har traditionelt sket en udvinding.
Kalksten og kridt forekommer i Danmark under særligt fordelagtige udvindingsvilkår ved Fakse på Sjælland, ved Mønsted nær Viborg, ved Aalborg, ved Mariager og på Møn. Cementfremstillingen i Danmark har især sket ved Aalborg og ved Mariager fjord, hvor skrivekridt og stenfrit ler forekommer i store mængder og under lette udvindingsbetingelser.
Skovbrug forekommer i Danmark men i langt højere grad i fx Norge, Sverige, Finland, Estland, Letland, Litauen, Rusland, Canada og USA, hvorfra fx fyr udføres i store mængder men tillige udnyttes i stedlig forædlingsindustri blandt andet til møbler, mens mahogny og teak er tropiske vækster, der under kontrollerede forhold udføres fra Sydøstasien, Afrika og Caribien. Lidt specielt kan nævnes at kork til korkpropper og svømmebælter stammer fra Sydeuropa og Nordafrika. Udnyttelsen af tropevækster i fødevareproduktionen er yderst omfattende (tænk blot på fx kaffe, sukker, te og kakao) og til andre industriformål (fx bomuld).
Kul spillede tidligere en meget stor rolle som brændsel, og de tidlige industriområder i England, Tyskland, Frankrig, Polen og SSSR (nu Rusland) lå i vid udstrækning i tilknytning hertil. Oliens og gassens rolle for USA, Mellemøsten, Kaukasien samt England, Norge, Danmark, Holland og Tyskland turde være velkendt.
På tilsvarende måde spiller metaller en betydningsfuld rolle for næringslivet i de områder, de findes.
Politisk spiller produktionsgeografi ligeledes en stor rolle. Det var således hensynet til SSSRs træeksport, der fik kommunistiske sympatisører til at forsøge at boykotte canadisk træeksport i mellemkrigstiden, og tilsvarende hensynet til SSSRs guldeksport, der (tillige med politiske motiver) lå bag boykotten af Sydafrika i 1970-erne og 1980-erne. Da Japan i mellemkrigstiden førte en aktiv støttepolitik over for selvstændighedsbevægelser på det asiatiske fastland, lå der i høj grad råstofforsyningshensyn bag.

## Færdselsgeografi
Færdselsgeografi belyser udnyttelsen dels af naturgivne færdselsmuligheder (verdenshavene, sejlbare floder og lignende), dels de af menneskene skabte færdselsårer og -anlæg så som veje, jernbaner, havne og lufthavne. Færdselsgeografien spiller en stor rolle dels ved fragt af varer, dels for menneskers rejser. Det er således ikke ganske tilfældigt, at de største europæiske havne ligger i Holland og Nordvesttyskland. Ligeledes er menneskeskabte kanaler (fx Panamakanalen og Suezkanalen) oprettet af færdselsgeografiske hensyn. De færdselsgeografiske undersøgelser drejer sig ikke mindst om hvorfra og hvortil, varefragt er sket.
Færdselsgeografiske undersøgelser kan tillige tage tilknytning til handelsgeografiske spørgsmål, i det fx indretningen af bus- og togforbindelser i forholdet til indkøbscentre eller arbejdssteder (pendling) herved belyses.

## Handelsgeografi
Handelsgeografiske analyser belyser fortrinsvis handelssteder og deres kundeoplande. En særlig variant af handelsgeografiske undersøgelser udgøres af de såkaldte oplandsundersøgelser, hvor man undersøger fra hvilket område eller til hvilket område, en given virksomhed eller by har opland eller omland. Da ulige steder kan øve indflydelse også i andre steders forsynings- eller afsætningsoplande, skelnes mellem dominerende oplandsområder og samlede oplandsområder (hvor et givet sted ikke er af største betydning). Oplandsstudier kan udføre på flere måder: ved spørgeundersøgelser, analyser af transportforbindelser, størrelsen af omsætningen og lignende.